# Молниця (притока Серету)
Молниця — річка у  Герцаївському й Глибоцькому районі Чернівецької області України та повіту Ботошані Румунії, ліва притока Серету (басейн Дунаю).

## Опис
Довжина річки приблизно 28  км.  Формується з багатьох безіменних струмків, водойм та притоки Селіштя.

## Розташування
Бере початок на північно-східній стороні від села Привороти. Тече переважно на південний схід і перетинає українсько-румунський кордон у селі Міхейлень повіту Ботошані. На південно-східній околиці села Талпа впадає у річку Серет, ліву притоку Дунаю.
Річку перетинає автомобільна дорога Т 2606
Населені пункти вздовж берегової смуги: Буківка, Поляна, Верхні Синівці, Нижні Синівці, Рогожеті, Киндешті.